# Форначи (Фрозиноне)
Форначи (итал. Fornaci) је насеље у Италији у округу Фрозиноне, региону Лацио.
Према процени из 2011. у насељу је живело 297 становника. Насеље се налази на надморској висини од 358 м.